# Cerkev svetega Borisa in Gleba
Kaloška cerkev ali Cerkev sv. Borisa in Gleba (belorusko Каложская царква, Царква Св Барыса і Глеба) je najstarejša ohranjena zgradba okolici mesta Grodno v Belorusiji. Je edini ohranjen spomenik starodavne črno-rusinske arhitekture, ki se od ostalih pravoslavnih cerkva odlikuje s plodno uporabo barvnih kamnov modrega, zelenega ali rdečega odtenka, ki jih je mogoče urediti tako, da so na steni oblikovali križe ali druge figure, kot mozaik, ki je hkrati obzidje. 

## Arhitektura
Cerkev je stavba s tremi apsidami, ladja je podprta s šestimi okroglimi stebri. Zunanjost je artikulirana s štrlečimi pilastri, ki imajo zaobljene vogale, kot tudi sama zgradba. V predprostoru je zborovska empora, do katerega se dostopa preko ozkega stopnišča v zahodni steni. V stenah stranskih apsid so odkrili še dvoje stopnišč; njihov namen ni jasen. Tla so obložena s keramičnimi ploščicami, ki tvorijo dekorativne vzorce. Notranjost je bila obložena z nešteto vgrajenimi vrči, ki običajno v vzhodnih pravoslavnih cerkvah služijo v pomoč ustvarjanju boljše akustike oziroma učinka odmeva, a tu se zdi, da so bili namenjeni predvsem lepotnem učinku. Zaradi tega razmeroma dragega okrasja, so sklepali, da osrednja ladja ni bila nikoli poslikana. 

## Zgodovina
Cerkev je bila zgrajena pred letom 1183 in se je ohranila nedotaknjena, ko jo je v 1840-ih upodobil Michał Kulesza, do leta 1853, ko se je južna stena zrušila zaradi nevarne lege na visokem bregu Nemana. Med obnovitvenimi deli je arhitekturni zgodovinar Vasilij Griaznov v apsidah odkril nekaj drobcev fresk iz 12. stoletja. V Grodnu in  Vaŭkavysku so odkrili ostanke štirih drugih cerkva v istem slogu, okrašenih z vrči in barvnimi kamni namesto fresk. Vse segajo v prelom iz 13. stoletja, prav tako ostanki prve kamnite palače na starem gradu Grodno.
Leta 2004 je bila cerkev uvrščena na okvirni seznam Unescove svetovne dediščine.